# Schlesische Grützwurst

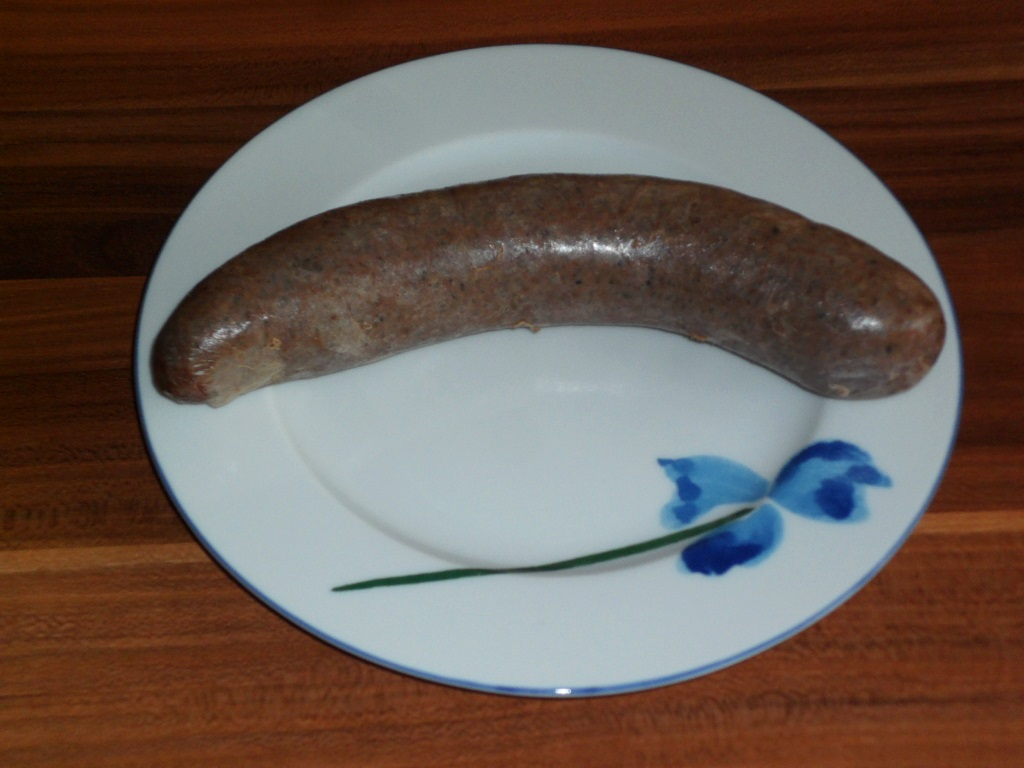
Krupniok – Schlesische Graupenwurst (Grützwurst)

Schlesische Grützwurst (polnisch: Kaszanka śląska, oberschlesisch: Krupniok, schlesisch: Schläsche Graupawurscht oder Schläsche Gritzwurscht) ist eine Wurstspezialität der schlesischen Küche. Die zu den Kochwürsten zu rechnende Grützwurst zeichnet sich durch die namensgebende Beimengung von Graupen aus, wodurch sie im kalten Zustand schnittfest wird. Weitere Zutaten sind Blut, Innereien, Kopf- und Backenfleisch sowie Gewürze. Seit 2016 ist die Schlesische Grützwurst unter der polnischen Bezeichnung Krupnioki śląskie im europäischen Register für geschützte geografische Angaben (g.g.A.) im Sinne der EU-Verordnung über Qualitätsregelungen für Agrarerzeugnisse und Lebensmittel eingetragen.

## Beschreibung
Bei der Schlesischen Grützwurst handelt es sich um eine nicht haltbare, erhitzte Wurst aus Innereien und Blut im Naturdarm. Namensgebender Bestandteil der Wurstspezialität sind Gersten- oder Buchweizengraupen, die der Wurstfülle vorgegart zugegeben werden. Auf traditionelle Weise hergestellte Grützwürste haben einen Durchmesser von 30 bis 40 mm und eine Länge zwischen 15 und 25 cm. Die Gewichtseinheit einer Wurst beträgt 200–300 g.
Die Würste haben eine graue bis braune oder dunkelbraune Oberfläche. Durch das erhitzte Schweinefleisch, die zugesetzten Graupen, das Fett und die Häute hat die Wurst im Anschnitt eine typische braune Farbe mit einem Lila- oder Bronzestich.
Der Feinheitsgrad der Wurstfülle sollte 5 mm nicht überschreiten, wobei noch kleine Stücke mageren Fleisches und Graupen erkennbar sein sollen, die im Querschnitt der Wurst gleichmäßig verteilt sind. Die Schlesische Grützwurst hat eine feste, aber mürbe Konsistenz. Die zugesetzten vorgegarten Graupen verleihen der Wurstmasse Bindung, so dass die Wurst in kaltem Zustand in Scheiben geschnitten werden kann. Im erhitzten Zustand jedoch wird sie lose und quillt aus, ähnlich einer Wellwurst, die ebenfalls aus Schlesien stammt oder der Norddeutschen Pinkel, die jedoch gröber ist und keine Innereien beinhaltet. 
Der Fettgehalt der Schlesischen Grützwurst beträgt maximal 35 %, der Salzgehalt soll nicht über 2,5 % liegen. Im Gegensatz zu anderen Grützwürsten, denen meist zwischen 20 % und 25 % Graupen zugesetzt werden, enthält die Schlesische Grützwurst nur etwa 15 % Gersten- oder Buchweizengraupen. Die Zutaten bestehen damit zu ca. 85 % aus Rohstoffen tierischer Herkunft. Die Schlesische Grützwurst hat einen hohen Energiegehalt. Die einzelnen Zutaten sollen sich harmonisch verbinden, insbesondere die ausgesuchten Graupen, die Leber, die Zwiebeln und der Pfeffer spielen eine besondere Rolle für die ausgeprägte, typische Geschmacks- und Geruchsqualität des Endproduktes.

## Herstellung
Die Rezepte für die Herstellung der Schlesischen Grützwurst wurden von den einzelnen Herstellern oft von Generation zu Generation weitergegeben. Die für die Herstellung der Grützwurst verwendeten Schweineköpfe und -backen werden entweder ungesalzen oder im gepökeltem Zustand gegart. Anschließend wird der Schweinekopf ausgebeint. Beide Zutaten werden dann in Würfel von ca. 1 cm Kantenlänge geschnitten.
Die Gersten- oder Buchweizengrütze, in anderen Rezepten wird auch Hafergrütze verwendet, wird mehrere Stunden im heißen Kesselsud aufgeschwemmt. Die rohen Innereien, wie Lunge, Nieren, Leber oder Herz werden zusammen mit einem Teil der Backen und den Zwiebeln gewolft. Die festen Bestandteile sollen gut abtropfen. Das gepökelte Blut kommt handwarm zur Verarbeitung. Anschließend werden als Gewürze Pfeffer, Piment, Majoran, Nelken, Zimt und Muskat sowie die Zwiebeln und die abgetropfte Grütze untergemengt.
Die so entstandene Wurstmasse wird in sterile Naturdärme abgefüllt. Die Grützwürste werden anschließend für 60 Minuten bei 80 °C gegart.
In den Leitsätzen für Fleisch und Fleischerzeugnisse ist vorgeschrieben, die Verwendung von Nieren und Lunge beim Inverkehrbringen der Wurst kenntlich zu machen.

## Geschichte
Für die Herstellung und Zubereitung der Grützwurst besteht in Schlesien eine lange Tradition, die sich so weit wie die ethnographische Forschung über die schlesische Küche zurückgeht, nachweisen lässt. Die älteste bekannte Erwähnung stammt aus einem oberschlesischen Dorf in der Nähe von Gleiwitz (Gliwice), wo die Grützwurst bereits gegen Ende des 18. Jahrhunderts erwähnt wurde. Aus dem 19. Jahrhundert sind zahlreiche Erwähnungen bekannt. So gehörte die Grützwurst unter anderem auch zum traditionellen schlesischen Hochzeitsmenü.
Ab den 30er-Jahren des 19. Jahrhunderts lässt sich für die Grützwurst eine deutlich größere Verbreitung nachweisen. Dies wird mit der Zunahme des Schweinebestandes in Schlesien in dieser Zeit in Zusammenhang gebracht. Auch die Entwicklung des Steinkohlebergbaus in Schlesien (Oberschlesisches Industriegebiet) im 19. Jahrhundert soll für die zunehmende Verbreitung der Wurstspezialität eine wichtige Rolle gespielt haben. Die Bergleute, die körperlich schwere Arbeit verrichteten, brauchten energiereiche und nahrhafte Speisen. Viele Familien in den Industriezentren und Bergbauregionen verfügten über kleine Gärten und Ställe, in denen neben Kaninchen und Tauben auch Schweine gehalten wurden.
Zur Schlachtung eines Schweines wurde der Metzger bestellt. Die Hausschlachtung war für viele Familien ein besonderes und wichtiges Ritual, bei dem alle Familienmitglieder anwesend waren, um bei der anschließenden Verarbeitung des Schlachtkörpers zu helfen. Für die Herstellung der Grützwurst wurden mit den Innereien, dem Blut, den Schwarten und dem Schweinskopf auch die weniger edlen Teile des Schlachtkörpers verwendet, so dass dieser optimal ausgenutzt werden konnte. Von der Grützwurst wurden meist große Mengen zubereitet, die dann an die Verwandten und Nachbarn verschenkt wurden, die mit Speiseresten und Abfällen die Mast des Schweines unterstützt hatten.
Seit Jahrzehnten wird die Schlesische Grützwurst nicht mehr nur in Schlesien, sondern in ganz Polen und auch im Ausland bekannter und beliebter. Hersteller der Grützwurst beteiligen sich regelmäßig mit ihren Produkten an Ausstellungen und Wettbewerben, wie dem Wettbewerb Unser Kulinarisches Erbe – die Geschmäcker der Regionen, dem Meat Meeting in Sosnowiec oder den polnischen Fleischtagen „Świętomięs Polski“. In Nikiszowiec (Katowice) wird der „Tag der Krupnioki śląskie“ veranstaltet.
Nach einem Antrag durch das EU-Mitgliedsland Polen ist die Bezeichnung Schlesische Grützwurst unter ihrer polnischen Bezeichnung Krupnioki śląskie seit Juni 2016 als geschützte geografische Angabe (g.g.A.) registriert. Damit eine Grützwurst als Krupnioki śląskie bezeichnet werden darf, muss die eigentliche Herstellung der Wurst mit dem Brühen und Zerkleinern der Zutaten, die Mischung und das Würzen der Wurstfülle, die Abfüllung in den Naturdarm sowie das abschließende Brühen in der Woiwodschaft Schlesien, der Woiwodschaft Oppeln oder der Gemeinde Dziadowa Kłoda (Woiwodschaft Niederschlesien) erfolgen. Die Rohzutaten dürfen allerdings auch aus anderen Gegenden stammen.